# 沃尔特·波尔
沃尔特·波尔（1953年12月27日—）是一位奥地利历史学家，维也纳大学教授，是维也纳历史学派的代表人物。波尔1984年毕业于维也纳大学，导师赫维希·沃尔弗拉姆，研究方向为中世纪的阿瓦尔人